# Aglikon
Aglikon je jedinjenje koje ostaje nakon što se glikozilna grupa glikozida zameni atomom vodonika.
Na primer, aglikon kardiotoničnog glikozida bi bio molekul steroida.
Klase fitohemikalija prisutnih u aglikonskoj i glikozidnoj form:
- Polifenoli

## Spoljašnje veze
- IUPAC Compendium of Chemical Terminology 2nd Edition (1997) 1995, 67, 1312